# 劉松仁
劉松仁（英語：Damian Lau Chung Yan；1949年10月14日—），人稱「松哥」，香港男演員，曾是麗的電視、亞洲電視及無綫電視藝人。自出道以來不喜歡拍照、社交生活以及接受訪問，因此他每當受訪時都會感到緊張，坊間亦因此較少有關於他的個人專訪。

## 生平

### 早年生活
劉松仁是身為上海銀行家父親長房的兒子，在家裡子女中排行第五。他早年在灣仔區成長，1963年畢業於寶血小學（與香港大學政治及公共行政學系榮譽教授、前香港保安司及保安局局長黎慶寧為同屆畢業同學），1969年畢業於聖若瑟書院中六年級，在校時與麥當雄為同學。劉松仁少年時由恩保德（Giovanni Giampietro）神父帶領受洗成為天主教教徒，又曾長期參與聖堂事工。

### 1970年代
他於1970年考入麗的映聲第五屆電視藝員訓練班而入行。起先他在麗的電視演出，1971年演出首部電視劇《煙水寒》，開始爲人熟悉是《家春秋》與《十大奇案》系列，至《十大奇案2》與《靜默的革命》慢慢脫穎而出，但直至1976年簽約無綫電視後才開始聲名鵲起，由《近代豪俠傳》系列到《北斗星》開始逐漸冒起，其後至1976年12月首播的《陸小鳳》電視劇令劉松仁大紅大紫，由於劇集很受歡迎，無綫電視於1977年10月及1978年6月分別推出續集《陸小鳳之決戰前後》及《陸小鳳之武當之戰》，劉松仁演繹的「陸小鳳」更被奉為無可替代的經典。1999年，他更因此角而在無綫電視主辦的《萬千星輝頒獎典禮1999》中獲頒「我最難忘的男主角」獎項。

### 1980年代
劉松仁的另一代表作《京華春夢》於1980年5月26日首播，劉松仁飾演男主角、英俊瀟灑的紈絝子弟、金家四少爺金振西，女主角是汪明荃飾演的賀燕秋。電視劇播出時因深受觀眾歡迎，集數由20集增至25集。劉松仁拍畢《京華春夢》後，翌年重返麗的電視（亞洲電視前身），在電視劇《風塵淚》飾演第二男主角、青樓樂師葉盛蘭，《風塵淚》在1980年9月1日首播。
在整個1980年代，劉松仁主要在麗的電視及亞洲電視拍攝電視劇，也曾到臺灣參與電視劇演出。他與知名演員米雪合作大量經典電視劇，包括1980年的《大地恩情》、1985年的《萍蹤俠影錄》、1986年的《秦始皇》、1988年的《法網柔情》和1987年的《啼笑因緣》等。

### 1990年代
劉松仁比較突出的電影作品乃1990年的《愛的世界》、1992年的《鹿鼎記》和《黃蜂尾後針》、1993年的《東方三俠》和《現代豪俠傳》、以及2006年的《東京審判》等。其時他的演出遍及中國大陸和台灣，因此曾於兩地演出多套劇集。
他於1992年再亮相無綫電視，甫回歸便在《大時代》取得成功，他飾演股票大亨方進新，雖然在全劇40集僅佔6集戲分，但精湛演技獲觀眾讚同，其中被老闆炒魷魚跪地哀求一幕更令不少人流淚。此後他同於兩台演出，但隨著亞視開始連年虧損減少劇集製作，劉松仁在亞視之演出開始減少。

### 2000至2010年代
2000年代至2012年前，劉松仁與英皇電影簽訂經理人合約。他在2015年與恩保德神父開始構思音樂劇《利瑪竇》，劉松仁負責該劇的策劃、導演及創作，鄭國江負責填詞，黎允文擔任音樂總監及作曲，曹誠淵擔任舞蹈總監；過程中聯同杜琪峯共同策劃細節。該劇於2019年4月20日開始在香港文化中心大劇院上演，一連12場音樂劇至4月28日結束。由於反應理想，劉松仁在慶功宴上表示會在2020年重演。《利瑪竇》原訂於2021年4月23至25日於香港文化中心音樂廳重演，但由於新冠肺炎疫情持續不穏定的情況，決定取消。至2019年《利瑪竇》音樂劇上演完畢後，劉松仁很少公開露面。

### 2020年代或之後
2020年初，71歲的劉松仁被影到要撐着拐杖行路，亦曾出現強烈手震及口齒不清的情況，身體狀況欠佳，由於症狀與中風相似，於是引起他中風的傳聞。之後米雪澄清指劉松仁並非中風，只是在籌備音樂劇時不慎跌傷。
2024年4月20日至28日，由劉松仁出任藝術總監、黃俊達執導，並由王梓軒及陳潔儀主演的音樂劇《利瑪竇》假香港文化中心大劇院第三度公演。

## 個人生活
個人生活方面，劉松仁非常低調，唯一承認的女友是前麗的當家花旦李影，倆人有過一段7年情，曾至談論婚嫁階段，但最後因倆人個性不合而分手。
1992年，劉松仁在往加拿大的航班上，邂逅任職國泰航空的資深空中服務員蘇嘉燕，年齡相差二十歲的兩人在機上一見鍾情，幾個月後劉松仁更公布婚訊，於同年結婚，兩人婚後沒有生兒育女。

## 演出作品

### 電視劇（麗的電視）
| 首播   | 劇名               | 角色   | 备注                                           |
| 1973年 | 煙水寒             | 黎群   |                                                |
| 1973年 | 冬綠               | 艾文荻 |                                                |
| 1973年 | 名門淑女           |        |                                                |
| 1974年 | 失落的風鈴         |        |                                                |
| 1974年 | 家春秋             | 高覺民 |                                                |
| 1974年 | 紫杜鵑             |        |                                                |
| 1974年 | 殞星               |        |                                                |
| 1974年 | 十大奇案           |        |                                                |
| 1975年 | 母親               |        |                                                |
| 1975年 | 萍水錄             |        |                                                |
| 1975年 | 鑽石皇后           |        |                                                |
| 1975年 | 子夜               |        |                                                |
| 1975年 | 十大奇案2          |        |                                                |
| 1976年 | 靜默的革命         | 江定邦 | 麗的與廉政公署合作拍攝，監製為廉政專員姬達爵士 |
| 1976年 | 半生緣             | 張豫瑾 |                                                |
| 1976年 | 三國春秋           | 吉平   |                                                |
| 1980年 | 風塵淚             | 葉盛蘭 |                                                |
| 1980年 | 大地恩情之古都驚雷 | 周啟華 |                                                |
| 1981年 | 武俠帝女花         | 周世顯 | [ 33 ]                                         |

### 電視劇（無綫電視）
| 首播   | 劇名                         | 角色             | 备注                                                  |
| 1976年 | 家家有本難唸的經：有子萬事足 | 阿占             | 單元男主角                                            |
| 1976年 | 狂潮                         | 王棟材           |                                                       |
| 1976年 | 北斗星                       | 郭子明           |                                                       |
| 1976年 | 近代豪俠傳之大刀王五         | 譚嗣同           | 單元男主角                                            |
| 1976年 | 近代豪俠傳之小鳳仙           | 蔡鍔             | 單元男主角                                            |
| 1976年 | 民間傳奇：解珍解寶           | 解珍             |                                                       |
| 1976年 | 民間傳奇：搜書院             | 張逸民           |                                                       |
| 1976年 | 幻海奇情（第五輯 - 酒）      | 洪少爺           |                                                       |
| 1976年 | 陸小鳳                       | 陸小鳳           | 第一男主角                                            |
| 1977年 | 大報復                       | 畢康             | 兩大男主角之一                                        |
| 1977年 | 民間傳奇：梁山伯與祝英台     | 梁山伯           | 第一男主角                                            |
| 1977年 | 陸小鳳之決戰前後             | 陸小鳳           | 兩大男主角之一                                        |
| 1977年 | 霸王谷                       | 阿明             | 特別演出                                              |
| 1978年 | 大亨                         | 朱樂民           |                                                       |
| 1978年 | ICAC廉政行動                 | 李天             |                                                       |
| 1978年 | 陸小鳳之武當之戰             | 陸小鳳           | 兩大男主角之一                                        |
| 1978年 | 一十一：新婚燕爾             | 巫偉             | 單元男主角                                            |
| 1979年 | 歸去來兮                     |                  |                                                       |
| 1979年 | 刀神                         | 丁鵬             | 第一男主角                                            |
| 1980年 | 風雲                         | 何文達           |                                                       |
| 1980年 | 京華春夢                     | 金振西           | 第一男主角                                            |
| 1992年 | 大時代                       | 方進新           | 特別演出                                              |
| 1994年 | 廉政行動1994                 | 李天             |                                                       |
| 1994年 | 俠義見青天                   | 展昭             |                                                       |
| 1995年 | 一切從失蹤開始               | 張偉聰           |                                                       |
| 2000年 | 無業樓民                     | 洪大龍           | 第一男主角                                            |
| 2001年 | 廉政追擊                     | 李天             |                                                       |
| 2001年 | 倚天屠龍記                   | 張翠山           | 特別演出                                              |
| 2001年 | 婚前昏後                     | 孫學祺（Philip） | 第一男主角                                            |
| 2003年 | 英雄刀少年                   | 陳道揚           | 第一男主角                                            |
| 2003年 | 西關大少                     | 周明軒           | 第一男主角                                            |
| 2004年 | 翡翠戀曲                     | 梁柏言           | 第一男主角                                            |
| 2006年 | 男人之苦                     | 康天任           | 第一男主角                                            |
| 2006年 | 爭霸                         | 勾踐             | 第一男主角 2007年明報週刊演藝動力大獎最突出電視男藝員 |
| 2007年 | 歲月風雲                     | 華文翰           | 第一男主角                                            |
| 2008年 | 原來愛上賊                   | 高哲（Jack）     | 第一男主角                                            |
| 2009年 | 蔡鍔與小鳳仙                 | 蔡鍔             | 第一男主角                                            |
| 2010年 | 摘星之旅                     | 海亮（Albert）   | 第一男主角                                            |
| 2011年 | 魚躍在花見                   | 慕容澄           | 第三男主角                                            |
| 2011年 | 潛行狙擊                     | 鞏家培（Harry）  | 第三男主角                                            |
| 2012年 | 名媛望族                     | 鍾卓萬（Arthur） | 第一男主角                                            |
| 2015年 | 華麗轉身                     | 羅斌漢（Ben）    | 第一男主角                                            |

### 電視劇（亞洲電視）
| 首播   | 劇名             | 角色           |
| 1983年 | 劍仙李白         | 李白           |
| 1985年 | 萍蹤俠影錄       | 張丹楓         |
| 1986年 | 九月鷹飛         | 葉開           |
| 1986年 | 秦始皇           | 荊軻           |
| 1986年 | 時勢英雄         | 原鎮樂         |
| 1987年 | 啼笑因緣         | 樊家樹         |
| 1988年 | 法網柔情         | 倪博文         |
| 1989年 | 安樂茶飯         | 方子安         |
| 1994年 | 碧血青天珍珠旗   | 狄青           |
| 1996年 | 千王之王重出江湖 | 李抑（沈勝天） |
| 1996年 | 劍嘯江湖         | 燕北飛/燕孤鴻  |
| 1997年 | 國際刑警1997     | 黃河水         |
| 2001年 | 縱橫天下         | 高浩雲         |
| 2003年 | 嫁錯媽           | 霍偉邦         |

### 電視劇（網絡劇）
| 首播   | 頻道   | 劇名   | 角色   |
| 2018年 | 無間道 | 胡冠佑 | 男配角 |

### 電視劇（台灣）
| 首播   | 頻道             | 劇名       | 角色            |
| 1987年 | 台視             | 還君明珠   | 秦天寶          |
| 1988年 | 台視             | 八月桂花香 | 胡雪巖          |
| 1989年 | 台視             | 春去春又回 | 張來福          |
| 1990年 | 台視             | 末代兒女情 | 佟承勳          |
| 1991年 | 台視             | 江湖再見   | 周勝龍          |
| 1991年 | 台視             | 碧海情天   | 天養            |
| 1994年 | 台視             | 俠義見青天 | 展昭            |
| 2003年 | 台視             | 戀香       | 金智中          |
| 2005年 | 華視             | 天下第一   | 鐵膽神候        |
| 2005年 | 華視             | 我只在乎你 | 王浩然          |
| 2016年 | 中視、衛視中文台 | 聶小倩     | 樹妖姥姥/潘朵拉 |

### 電視劇（中國大陸）
| 首播   | 劇名                   | 角色                |
| 1994年 | 一路等候               | 王建国              |
| 1996年 | 緣來是你               | 關競生              |
| 1998年 | 黑道重案第一號         | 龚成                |
| 1998年 | 聞一多                 | 聞一多              |
| 1999年 | 倩女奇冤之新竇娥冤傳奇 | 陶伍                |
| 2000年 | 控辯雙方               | 黃明                |
| 2000年 | 亡命天涯（1997年拍攝） | 榮仁傑              |
| 2000年 | 一枝花和尚             | 林沖                |
| 2005年 | 八大豪俠               | 關玉樓              |
| 2009年 | 玫瑰江湖               | 君無忌              |
| 2009年 | 新萍踪侠影             | 谢天华              |
| 2010年 | 天涯織女               | 風九斤 （耶律希木） |
| 2011年 | 步步驚心               | 康熙帝              |
| 2012年 | 笑红颜                 | 苏老爷              |
| 2014年 | 步步驚情               | 康震天              |
| 2015年 | 芙蓉锦                 | 秦鶴笙              |
| 2017年 | 继承人                 | 鍾克明              |
| 2017年 | 无心法师II（網絡劇）   | 蘇桃父親（客串）    |
| 2024年 | 無聲戀曲 (2012年拍攝)  | 唐富山              |
| 待播   | 万水千山总是情         | 莊鴻儒              |

### 電視劇（中港）
| 首播   | 劇名                      | 角色   |
| 2000年 | 人間有情（1998年5月拍攝） | 莊學仁 |

### 電視劇（新加坡）
| 首播   | 劇名       | 角色   |
| 2001年 | 掃冰者     | 李得超 |
| 2015年 | 志在四方II | 鄭守義 |

### 電視電影
| 年份   | 劇名               | 角色   |
| 1992年 | 羣星會（電視電影） | 陸小鳳 |

### 電影
| 年份   | 片名                  | 角色         |
| 1978年 | 豪俠                  | 青衣         |
| 1979年 | 陸小鳳與西門吹雪      | 陸小鳳       |
| 1980年 | 碧水寒山奪命金        | 路天君       |
| 1983年 | 新蜀山劍俠            | 曉如         |
| 1983年 | 無名火                | 黃建恆       |
| 1984年 | 生死決                | 步青雲       |
| 1988年 | 學校風雲              | 溫嘉文       |
| 1990年 | 愛的世界              | 李子良       |
| 1991年 | 神探馬如龍            | 甘大枝鄧國翹 |
| 1992年 | 鹿鼎記                | 陳近南       |
| 1992年 | 鹿鼎記II神龍教        | 陳近南       |
| 1992年 | 黃蜂尾後針            | 邱世龍       |
| 1992年 | 噴火女郎              | 人人         |
| 1992年 | 英雄地之小刀會        | 魏延炎       |
| 1993年 | 東方三俠              | 劉啟文       |
| 1993年 | 現代豪俠傳            | 劉啟文       |
| 1993年 | 武俠七公主            | 上官無極     |
| 1993年 | 新仙鶴神針            | 一陽子       |
| 1994年 | 94獨臂刀之情          | 武安國       |
| 1994年 | 洪熙官之少林五祖      | 陳近南       |
| 1994年 | 天與地                | 戴濟民       |
| 1995年 | 海岸獵鷹              | 劉慶宗       |
| 1996年 | 給爸爸的信            | 鄭sir        |
| 1996年 | 飛虎                  | 劉督察       |
| 1996年 | 飛虎雄心2之傲氣比天高 | 陳力揚       |
| 1996年 | 阿金                  | 律師         |
| 1997年 | 十萬火急              | 鄭富威       |
| 1997年 | 我愛你                | 律師         |
| 2005年 | 天地孩兒              | 余卓曦醫生   |
| 2006年 | 东京审判              | 梅汝璈       |
| 2008年 | 三國之見龍卸甲        | 曹操         |
| 2010年 | 锦衣卫                | 趙審言       |
| 2016年 | 非常父子檔            | 周楚興       |
| 2017年 | 20:16                 | 葉海鹏       |

### 廣播劇
| 年份   | 劇名   | 飾演   |
| 2001年 | 鴿子園 | 上官龍 |

### 舞台劇
| 年份   | 劇名     | 飾演   |
| 2013年 | 流芳濟世 | 痳瘋王 |

## 執導作品
| 年份   | 執導作品                         |
| 1986年 | 亂世英雄亂世情（電影）           |
| 2019年 | 利瑪竇（音樂劇；藝術總監、導演） |

## 電影配音
| 年份   | 電影     | 角色 |
| ------ | -------- | ---- |
| 2011年 | 新少林寺 | 宋虎 |

## 個人榮譽

### 獲得獎項
| 年份   | 頒獎/機構                   | 獎項               | 劇集         | 角色   | 結果 |
| 1975年 | 《華僑晚報》十大明星選舉    | 十大電視明星       | 不適用       | 不適用 | 獲獎 |
| 1985年 | 《華僑晚報》十大明星選舉    | 十大電視明星       | 不適用       | 不適用 | 獲獎 |
| 1993年 | 《壹周刊》壹电视大奖        | 十大电视艺人       | 不適用       | 不適用 | 獲獎 |
| 1999年 | 萬千星辉颁奖典礼            | 我最难忘的男主角   | 《陆小凤》   | 陸小鳳 | 獲獎 |
| 2005年 | 第二届astro华丽台电视剧大奖 | 我的至爱爸气十足奖 | 《西关大少》 | 周明軒 | 獲獎 |
| 2007年 | 《明报周刊》演艺动力大奖    | 最突出电视男艺员   | 《争霸》     | 勾踐   | 獲獎 |

### 提名獎項
| 年份   | 頒獎/機構                  | 獎項                                                | 劇集/影片        | 角色             | 結果             |
| 1991年 | 第26屆電視金鐘獎           | 電視男演員獎                                        | 《末代兒女情》   | 佟承勳           | 提名             |
| 1992年 | 第27屆電視金鐘獎           | 電視男演員獎                                        | 《江湖再見》     | 周胜龙           | 提名             |
| 2005年 | Astro華麗台電視劇大獎2005  | 我的至愛男主角                                      | 《西關大少》     | 周明軒           | 提名             |
| 2005年 | Astro華麗台電視劇大獎2005  | 我的至愛角色                                        | 《西關大少》     | 周明軒           | 提名             |
| 2005年 | Astro華麗台電視劇大獎2005  | 我最難忘的一幕：周明軒宣布娶卿為平妻 ，與蓉平起平坐 | 《西關大少》     | 周明軒           | 提名（最後五強） |
| 2005年 | Astro華麗台電視劇大獎2005  | 我最難忘的一幕：梁柏言與前妻高樓墮下                | 《翡翠戀曲》     | 梁柏言           | 提名（最後五強） |
| 2006年 | 萬千星辉颁奖典礼           | 最佳男主角                                          | 《男人之苦》     | 康天任           | 提名             |
| 2006年 | 萬千星辉颁奖典礼           | 我最喜爱的电视男角色                                | 《男人之苦》     | 康天任           | 提名             |
| 2007年 | Astro華麗台電視劇大獎2007  | 我的至愛極品造型                                    | 《男人之苦》     | 康天任           | 提名（最後五強） |
| 2007年 | 2007年萬千星輝頒獎典禮     | 內地觀眾最喜愛TVB男藝人                             | 《爭霸》         | 勾踐             | 提名             |
| 2007年 | 2007年萬千星輝頒獎典禮     | 內地觀眾最喜愛TVB男藝人                             | 《歲月風雲》     | 華文翰           | 提名             |
| 2007年 | 萬千星辉颁奖典礼           | 最佳男主角                                          | 《岁月风云》     | 华文翰           | 提名（最後五強） |
| 2007年 | 萬千星辉颁奖典礼           | 我最喜爱的电视男角色                                | 《岁月风云》     | 华文翰           | 提名             |
| 2008年 | Astro華麗台電視劇大獎2008  | 我的至愛男主角                                      | 《歲月風雲》     | 華文翰           | 提名（最後五強） |
| 2008年 | Astro華麗台電視劇大獎2008  | 我的至愛角色                                        | 《歲月風雲》     | 華文翰           | 提名             |
| 2008年 | 萬千星辉颁奖典礼           | 最佳男主角                                          | 《原来爱上贼》   | 高哲（Jack）     | 提名（最後十強） |
| 2008年 | 《明报周刊》演藝動力大獎   | 最突出电视男艺员                                    | 《原来爱上贼》   | 高哲（Jack）     | 提名             |
| 2009年 | 萬千星辉颁奖典礼           | 最佳男主角                                          | 《蔡锷与小凤仙》 | 蔡锷             | 提名             |
| 2010年 | 萬千星辉颁奖典礼           | 最佳男主角                                          | 《摘星之旅》     | 海亮（Albert）   | 提名             |
| 2011年 | MY AOD我的最愛頒獎典禮2011 | 我的最愛男配角                                      | 《潛行狙擊》     | 鞏家培（鞏sir）  | 提名（最後五強） |
| 2012年 | 萬千星辉颁奖典礼           | 最佳男主角                                          | 《名媛望族》     | 钟卓万（Arthur） | 提名（最後五强） |
| 2012年 | 萬千星辉颁奖典礼           | 我最喜爱的电视男角色                                | 《名媛望族》     | 钟卓萬（Arthur） | 提名（最後十強） |
| 2012年 | MY AOD我的最愛頒獎典禮2012 | 我的最愛電視男主角                                  | 《名媛望族》     | 钟卓萬（Arthur） | 提名             |
| 2012年 | MY AOD我的最愛頒獎典禮2012 | 我的最愛十五大電視角色                              | 《名媛望族》     | 钟卓萬（Arthur） | 提名             |
| 2015年 | 萬千星辉颁奖典礼           | 最佳男主角                                          | 《華麗轉身》     | 羅斌漢           | 提名             |
| 2015年 | 萬千星辉颁奖典礼           | 最受歡迎电视男角色                                  | 《華麗轉身》     | 羅斌漢           | 提名             |

## 外部連結
- 劉松仁的新浪微博（页面存档备份，存于）
- 劉松仁的官方網站（页面存档备份，存于）
- 中文電影資料庫-劉松仁（页面存档备份，存于）
- 劉松仁在香港影庫上的簡介